# 斯威特沃特鎮區 (密歇根州)
斯威特沃特鎮區（英語：Sweetwater Township）是位於美國密歇根州萊克縣的一個行政鎮區。

## 地方資料
斯威特沃特鎮區的面積為92.70平方千米，當中陸地面積為92.50平方千米，而水域面積為0.20平方千米。根據2020年美國人口普查的數據，當地共有人口258人，而人口密度為每平方千米2.78人。